# ファウストゥス博士
『ファウストゥス博士』（ファウストゥスはかせ、独：Doktor Faustus）は、トーマス・マンの長編小説。『ファウスト博士』とも訳される。1947年刊。

## 概要
架空の近代音楽作曲家アドリアン・レーヴァーキューン (Adrian Leverkühn) の運命をファウスト伝説を下敷きにして描いた長編で、マン晩年の作品。「一友人によって語られるドイツの作曲家アドリアン・レーヴァーキューンの生涯」の副題が示すとおり、古典語学者ゼレヌス・ツァイトブローム (Serenus Zeitblom) が年下の友人であるレーヴァーキューンの生涯を語り起すという設定で書かれている。もともとはマンが若い頃（1901年）に短編の素材として着想したもので、1943年になってふと思い出し長編に仕立てたものであった。
マンが本作執筆に着手した1943年5月23日では、作中でツァイトブロームが物語を書き記し始めた日付と同じであり、ナチスドイツが崩壊をたどる大戦末期の時間進行がツァイトブロームの語りに重ねあわされている。創作に必要な霊感を得るために意図的に梅毒にかかり（悪魔に魂を売り）破滅に向かうレーヴァーキューン（ニーチェとシェーンベルクをモデルにしたものと見られる）は滅びゆくドイツを象徴する人物であり、物語全体はドイツへの批判であるとともにマン自身の自己批判とも捉えられる。ただし、「『ファウストゥス博士』の成立」（第8章）には、レオンハルト・フランクからの問いかけに対し、主人公には特定のモデルはいないとマンが答え、更に、ハノー・ブッデンブロークを除いて、これほど愛したキャラクターは他にいないと述べたと記されている。

## 各章の概要
1. 今は1943年。亡きアドリアン・レーヴァーキューンの生涯を語ろう。
2. 語り手の私は、哲学博士ツァイトブローム。
3. レーヴァーキューン家は農夫と職人の一族。
4. アドリアンの母と一家。
5. アドリアンは初等教育を終え、ギムナジウムへ。
6. 私たちの故郷、カイザースアッシェルン。
7. アドリアンの叔父はヴァイオリン作り。
8. ベートーヴェンのピアノソナタ作品111についてのクレッチュマルの講演。
9. アドリアンはギムナジウムでクレッチュマルから音楽を学んだ。
10. ギムナジウムを卒業。アドリアンは専門に神学を選んだ。
11. ハレで2年間。アドリアンの神学思想の核心は聞けなかった。
12. ハレ大学のクンプ教授はマルチン・ルターに似ていた。
13. シュレップフース講師の講義。悪が存在するのは宇宙を完全にするためという。
14. 青春はドイツ青年の特権だ、など、野外生活で学生たちが議論。
15. アドリアンとクレッチュマルの文通。
16. アドリアンの手紙。ライプツィヒで娼家にさそわれたという。
17. この手紙は読んだら抹殺せよと書いてあったが、ツァイトブロームは保存した。
18. アドリアンはクレッチュマルのもとで学ぶ。
19. 宿命的なできごと。アドリアンは昨年の女に会いに行った。そして梅毒に感染。
20. ライプツィヒで4年半、クレッチュマルのもとで修行。
21. アドリアンは歌曲、管弦楽曲を作曲。クレッチュマルはライプツィヒを去った。
22. 妹ウルズラの結婚。オクターブの十二音を同等に扱う音楽をアドリアンが語る。
23. ミュンヘンのロッデ家に下宿。ヴァイオリニストのルドルフ・シュヴェールトフェーガー登場。
24. シェイクスピアの『恋の骨折り損』を完成。音によるグロテスク模様。
25. アドリアンの死後に語り手が入手した手記。悪魔との対話。
26. アドリアンは田舎町プァイフェリングに下宿。以後18年住む。
27. 英語のリートや、幻想曲『宇宙の奇跡』を作曲。
28. 音楽の歴史について、ブライザッハー博士の悪意ある論評。
29. 美術史家インスティトーリスがイーネス・ロッデに求婚。
30. 1914年、欧州大戦がはじまった。ドイツ人の熱狂。
31. ドイツは電撃戦に失敗。アドリアンは組曲『ゲスタ・ローマーノールム』を作曲。
32. イーネス・ロッデとインスティトーリスの結婚。イーネスはルドルフと浮気。
33. 敗戦。アドリアンの胃の障害と頭痛。
34. 1919年、『デューラーの木版画による黙示録』を着想、草案を6ヵ月で書いた。
35. イーネスの妹、クラリッサ・ロッデは、肉体関係をもった男に脅迫されて自殺。
36. ハンガリーのマダム・トルノ宅をアドリアンが訪問。
37. 仲介業者のフィテルベルクが演奏旅行を提案した。実現せず。
38. ルドルフのためにヴァイオリン協奏曲を作曲。
39. チューリッヒで夜会に招かれてマリー・ゴドーと会い、結婚を考えた。
40. マリー・ゴドーらとバイエルン・アルプスへ遠足。
41. 実はルドルフもマリー・ゴドーを愛していた。
42. マリー・ゴドーはルドルフと婚約。しかしルドルフはイーネスに銃で撃たれて死ぬ。
43. 1926年、『黙示録』の初演。室内楽3作。『ファウストゥスの嘆き』の構想。
44. アドリアンの妹ウルズラに、末子ネポムクが生まれる。
45. ネポムクが髄膜炎で苦しみながら死す。
46. 今は1945年4月（欧州での第二次大戦終結）。遺作『ファウストゥスの嘆き』を語り手が解説。
47. 1930年、『ファウストゥス』の完成発表の場でアドリアンは発狂する。
48. 終章、アドリアンは実家で療養し、1940年に死去。

## 日本語訳
- 『ファウスト博士』（上中下）、関泰祐、関楠生訳、岩波書店、1952年-1954年／岩波文庫、1974年（下巻に解説）
- 『トーマス・マン全集 6 ファウストゥス博士』円子修平訳、新潮社、1971年（※理由は不明だが、訳が省略されている箇所がいくつもある）
  - 別版『新潮世界文学35 トーマス・マン』新潮社、1971年

『『ファウストゥス博士』の成立』は佐藤晃一訳